# Вев
Վ, վ (арм. վեվо файле, в кл. орф. վեւ, вев) — тридцатая буква армянского алфавита. Создал Месроп Маштоц в 405—406 годах.

## Использование
И в восточноармянском, и в западноармянском языках обозначает звук [v]. Числовое значение в армянской системе счисления — 3000.
Использовалась в курдском алфавите на основе армянского письма (1921—1928) для обозначения звука [v].
Во всех системах романизации армянского письма передаётся как v. В восточноармянском шрифте Брайля букве соответствует символ ⠺ (U+283A), а в западноармянском — ⠧ (U+2827).

## Кодировка
И заглавная, и строчная формы буквы вев включены в стандарт Юникод начиная с версии 1.0.0 в блоке «Армянское письмо» (англ. Armenian) под шестнадцатеричными кодами U+054E и U+057E соответственно.

## Галерея

Округлый еркатагир
Прямолинейный еркатагир
Болоргир
Нотргир
Шхагир
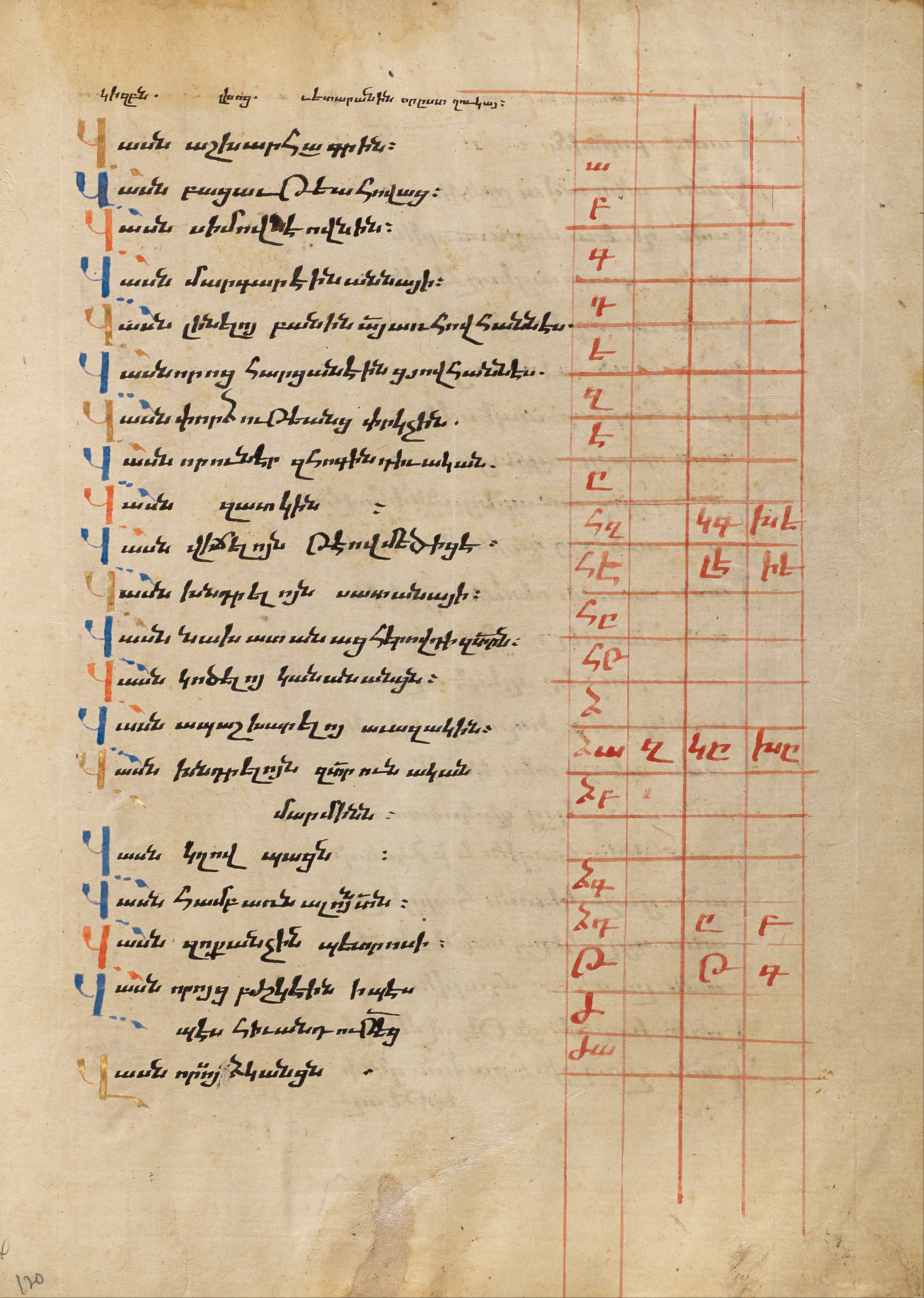
Заглавная буква Վ на рукописи 1615 года
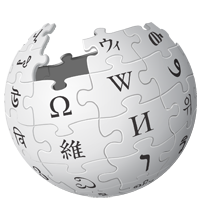
Вев на логотипе Википедии (слева вверху)